# 훙슈주
훙슈주(중국어 정체자: 洪秀柱, 병음: Hóng Xiùzhù, 1948년 4월 7일 ~ )는 타이완의 정치인이다. 2016년 총통 선거에서 국민당 후보로 선출됐지만 득표율이 저조해 주리룬으로 교체되었다. 이후 2016년부터 2017년까지 국민당 주석을 지냈다.